# Chaetonotus paucisetosus
Chaetonotus paucisetosus is een buikharige uit de familie Chaetonotidae. De wetenschappelijke naam van de soort werd in 1910 voor het eerst geldig gepubliceerd door Marcolongo. De soort wordt in het ondergeslacht Hystricochaetonotus geplaatst.